# Grand Prix Portugalii 1960
Grand Prix Portugalii 1960 (oryg. Grande Premio de Portugal) – 8. runda Mistrzostw Świata Formuły 1 w sezonie 1960, która odbyła się 14 sierpnia 1960 po raz 2. na torze Circuito da Boavista.
9. Grand Prix Portugalii, 3. zaliczane do Mistrzostw Świata Formuły 1. Wyścig wygrał Jack Brabham w bolidzie Cooper T53.

## Wyniki

### Kwalifikacje
Źródło: statsf1.com
| P  | Nr | Kierowca               | Konstruktor(-silnik) | Opony | Czas    | Odstęp | Strata |
| -- | -- | ---------------------- | -------------------- | ----- | ------- | ------ | ------ |
| 1  | 18 | John Surtees           | Lotus-Climax         | D     | 2:25,56 | -      | -      |
| 2  | 24 | Dan Gurney             | BRM                  | D     | 2:25,63 | +0,07  | +0,07  |
| 3  | 2  | Jack Brabham           | Cooper-Climax        | D     | 2:26,05 | +0,42  | +0,49  |
| 4  | 12 | Stirling Moss          | Lotus-Climax         | D     | 2:26,19 | +0,14  | +0,63  |
| 5  | 22 | Graham Hill            | BRM                  | D     | 2:27,11 | +0,92  | +1,55  |
| 6  | 4  | Bruce McLaren          | Cooper-Climax        | D     | 2:27,44 | +0,33  | +1,88  |
| 7  | 16 | Innes Ireland          | Lotus-Climax         | D     | 2:27,52 | +0,08  | +1,96  |
| 8  | 14 | Jim Clark              | Lotus-Climax         | D     | 2:28,36 | +0,84  | +2,80  |
| 9  | 28 | Wolfgang von Trips     | Ferrari              | D     | 2:28,40 | +0,04  | +2,84  |
| 10 | 26 | Phil Hill              | Ferrari              | D     | 2:28,42 | +0,02  | +2,86  |
| 11 | 30 | Masten Gregory         | Cooper-Maserati      | D     | 2:29,16 | +0,74  | +3,60  |
| 12 | 6  | Tony Brooks            | Cooper-Climax        | D     | 2:32,12 | +2,96  | +6,56  |
| 13 | 20 | Jo Bonnier             | BRM                  | D     | 2:33,34 | +1,22  | +7,78  |
| 14 | 8  | Olivier Gendebien      | Cooper-Climax        | D     | 2:33,73 | +0,39  | +8,17  |
| 15 | 32 | Mário de Araújo Cabral | Cooper-Maserati      | D     | 2:35,85 | +2,12  | +10,29 |
| P  | Nr | Kierowca               | Konstruktor(-silnik) | Opony | Czas    | Odstęp | Strata |

### Wyścig
Źródła: statsf1.com
| P                                                     | + / – | Nr | Kierowca               | Konstruktor     | Opony | Okr. | Czas / Strata | Komentarz         |
| ----------------------------------------------------- | ----- | -- | ---------------------- | --------------- | ----- | ---- | ------------- | ----------------- |
| 1                                                     | 2     | 2  | Jack Brabham           | Cooper-Climax   | D     | 55   | 2:19:00,03    |                   |
| 2                                                     | 4     | 4  | Bruce McLaren          | Cooper-Climax   | D     | 55   | +57,97        |                   |
| 3                                                     | 5     | 14 | Jim Clark              | Lotus-Climax    | D     | 55   | +1:53,23      |                   |
| 4                                                     | 5     | 28 | Wolfgang von Trips     | Ferrari         | D     | 55   | +1:58,81      |                   |
| 5                                                     | 7     | 6  | Tony Brooks            | Cooper-Climax   | D     | 49   | +6 okr.       |                   |
| 6                                                     | 1     | 16 | Innes Ireland          | Lotus-Climax    | D     | 48   | +7 okr.       |                   |
| 7                                                     | 7     | 8  | Olivier Gendebien      | Cooper-Climax   | D     | 46   | +9 okr.       |                   |
| Niesklasyfikowani                                     |       |    |                        |                 |       |      |               |                   |
|                                                       |       | 12 | Stirling Moss          | Lotus-Climax    | D     | 51   | +4 okr.       | zdyskwalifikowany |
|                                                       |       | 32 | Mário de Araújo Cabral | Cooper-Maserati | D     | 38   | +17 okr.      | skrzynia biegów   |
|                                                       |       | 18 | John Surtees           | Lotus-Climax    | D     | 37   | +18 okr.      | radiator          |
|                                                       |       | 26 | Phil Hill              | Ferrari         | D     | 30   | +25 okr.      | wypadek           |
|                                                       |       | 24 | Dan Gurney             | BRM             | D     | 25   | +30 okr.      | przegrzanie       |
|                                                       |       | 30 | Masten Gregory         | Cooper-Maserati | D     | 21   | +34 okr.      | skrzynia biegów   |
|                                                       |       | 22 | Graham Hill            | BRM             | D     | 9    | +46 okr.      | skrzynia biegów   |
|                                                       |       | 20 | Jo Bonnier             | BRM             | D     | 6    | +49 okr.      | silnik            |
| Nie wystartowali / niedopuszczeni do ponownego startu |       |    |                        |                 |       |      |               |                   |
|                                                       |       | 10 | Henry Taylor           | Cooper-Climax   | D     | 0    |               | wypadek           |
| P                                                     | + / – | Nr | Kierowca               | Konstruktor     | Opony | Okr. | Czas / Strata | Komentarz         |

### Najszybsze okrążenie
Źródło: statsf1.com
| Nr | Kierowca     | Konstruktor  | Czas    | Okr. |
| -- | ------------ | ------------ | ------- | ---- |
| 18 | John Surtees | Lotus-Climax | 2:27,53 | 33   |

### Prowadzenie w wyścigu
Źródło: statsf1.com
| Nr                              | Kierowca     | Konstruktor   | Okrążenia | Suma |
| ------------------------------- | ------------ | ------------- | --------- | ---- |
| 18                              | John Surtees | Lotus-Climax  | 11-35     | 25   |
| 2                               | Jack Brabham | Cooper-Climax | 36-55     | 20   |
| 24                              | Dan Gurney   | BRM           | 1-10      | 10   |
| \| Wykres \| \| ------ \| \| \| |              |               |           |      |
| Wykres                          |              |               |           |      |
|                                 |              |               |           |      |

## Klasyfikacja po wyścigu
Pierwsza szóstka otrzymywała punkty według klucza 8-6-4-3-2-1. Liczone było tylko 6 najlepszych wyścigów danego kierowcy. W przypadku współdzielonej jazdy, punktów nie przyznawano. W nawiasach podano wszystkie zebrane punkty, nie uwzględniając zasady najlepszych wyścigów.
Uwzględniono tylko kierowców, którzy zdobyli jakiekolwiek punkty
| P  | +/− | Kierowca           | Starty | Punkty | P1 | P2 | P3 | PP | NO | NS |
| -- | --- | ------------------ | ------ | ------ | -- | -- | -- | -- | -- | -- |
| 1  | 0   | Jack Brabham       | 7      | 40     | 5  | –  | –  | 3  | 2  | 2  |
| 2  | 0   | Bruce McLaren      | 7      | 33     | 1  | 3  | 1  | –  | 1  | 1  |
| 3  | +1  | Innes Ireland      | 7      | 12     | –  | 1  | 1  | –  | 1  | 1  |
| 4  | −1  | Stirling Moss      | 4      | 11     | 1  | –  | 1  | 3  | 2  | 1  |
| 5  | 0   | Olivier Gendebien  | 4      | 10     | –  | 1  | 1  | –  | –  | –  |
| 6  | 0   | Jim Rathmann       | 1      | 8      | 1  | –  | –  | –  | 1  | –  |
| 7  | +8  | Jim Clark          | 5      | 8      | –  | –  | 1  | –  | –  | 1  |
| 8  | +4  | Wolfgang von Trips | 7      | 8      | –  | –  | –  | –  | –  | 1  |
| 9  | −2  | Phil Hill          | 7      | 7      | –  | –  | 1  | –  | 1  | 2  |
| 10 | +1  | Tony Brooks        | 6      | 7      | –  | –  | –  | –  | –  | 3  |
| 11 | −3  | John Surtees       | 3      | 6      | –  | 1  | –  | 1  | 1  | 2  |
| 12 | −3  | Cliff Allison      | 1      | 6      | –  | 1  | –  | –  | –  | –  |
| 12 | −3  | Rodger Ward        | 1      | 6      | –  | 1  | –  | –  | –  | –  |
| 14 | −1  | Graham Hill        | 7      | 4      | –  | –  | 1  | –  | 1  | 5  |
| 15 | −1  | Paul Goldsmith     | 1      | 4      | –  | –  | 1  | –  | –  | –  |
| 16 | 0   | Henry Taylor       | 3      | 3      | –  | –  | –  | –  | –  | –  |
| 17 | 0   | Don Branson        | 1      | 3      | –  | –  | –  | –  | –  | –  |
| 17 | 0   | Carlos Menditeguy  | 1      | 3      | –  | –  | –  | –  | –  | –  |
| 19 | 0   | Jo Bonnier         | 7      | 2      | –  | –  | –  | –  | –  | 5  |
| 20 | 0   | Johnny Thomson     | 1      | 2      | –  | –  | –  | –  | –  | –  |
| 21 | 0   | Richie Ginther     | 2      | 2      | –  | –  | –  | –  | –  | –  |
| 22 | 0   | Lucien Bianchi     | 3      | 1      | –  | –  | –  | –  | –  | 2  |
| 23 | 0   | Ron Flockhart      | 1      | 1      | –  | –  | –  | –  | –  | –  |
| 23 | 0   | Eddie Johnson      | 1      | 1      | –  | –  | –  | –  | –  | –  |
| P  | +/− | Kierowca           | Starty | Punkty | P1 | P2 | P3 | PP | NO | NS |

### Konstruktorzy
Tylko jeden, najwyżej uplasowany kierowca danego konstruktora, zdobywał dla niego punkty. Również do klasyfikacji zaliczano 6 najlepszych wyników.
| P                 | +/− | Konstruktor        | Starty | Punkty  | P1 | P2 | P3 | PP | NO | NS |
| ----------------- | --- | ------------------ | ------ | ------- | -- | -- | -- | -- | -- | -- |
| 1                 | 0   | Cooper-Climax      | 40     | 48 (54) | 6  | 4  | 4  | 4  | 4  | 15 |
| 2                 | 0   | Lotus-Climax       | 25     | 28 (29) | 1  | 2  | 2  | 3  | 3  | 9  |
| 3                 | 0   | Ferrari            | 20     | 19      | –  | 1  | 1  | –  | 1  | 5  |
| 4                 | 0   | BRM                | 20     | 6       | –  | –  | 1  | –  | 1  | 15 |
| 5                 | 0   | Cooper-Maserati    | 12     | 3       | –  | –  | –  | –  | –  | 7  |
| Niesklasyfikowani |     |                    |        |         |    |    |    |    |    |    |
|                   |     | Aston Martin       | 2      | 0       | –  | –  | –  | –  | –  | 1  |
|                   |     | Behra-Porsche      | 1      | 0       | –  | –  | –  | –  | –  | –  |
|                   |     | Maserati           | 5      | 0       | –  | –  | –  | –  | –  | 3  |
|                   |     | JBW-Maserati       | 1      | 0       | –  | –  | –  | –  | –  | –  |
|                   |     | Cooper-Castellotti | 2      | 0       | –  | –  | –  | –  | –  | 1  |
|                   |     | Scarab             | 2      | 0       | –  | –  | –  | –  | –  | 2  |
|                   |     | Vanwall            | 1      | 0       | –  | –  | –  | –  | –  | 1  |
| P                 | +/− | Kierowca           | Starty | Punkty  | P1 | P2 | P3 | PP | NO | NS |